# Santuario dei Santi Cosma e Damiano (Magliolo)
Il santuario dei Santi Cosma e Damiano è un luogo di culto cattolico situato nel comune di Magliolo, in piazza Santi Cosma e Damiano, in provincia di Savona.

## Storia e descrizione

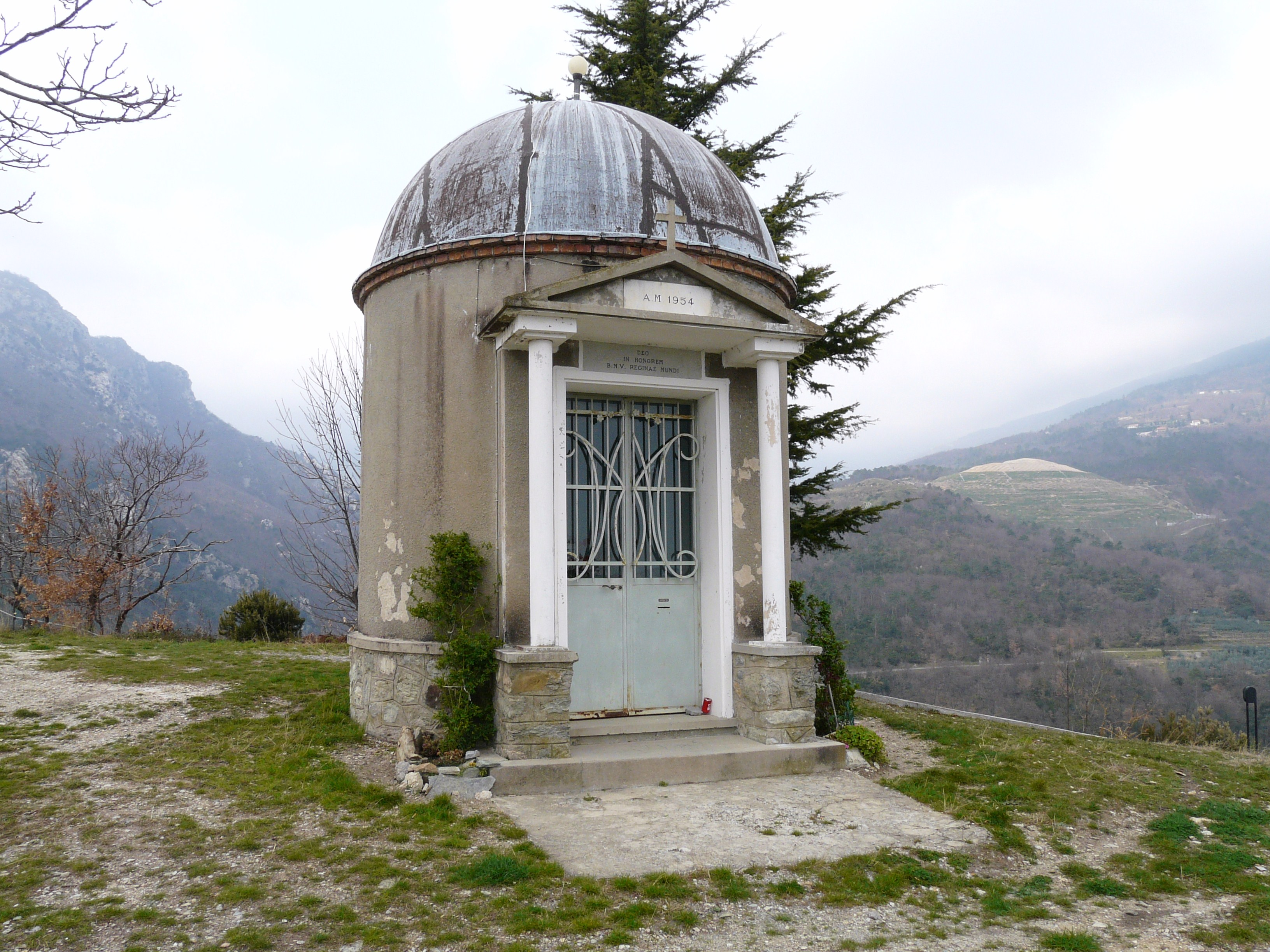
La cappella

L'attuale costruzione del santuario risale al 1716 su una precedente struttura del XVII secolo. L'edificio è posto all'estremo ponente del capoluogo, su di un contrafforte che domina la val Maremola, la vallata di Isallo e il suo itinerario di accesso che si snoda attraverso le gole calcaree dell'alta valle.
Il poggio, anticamente isolato dalle abitazioni, era incrocio di antiche mulattiere che collegavano il mare con il passo del Melogno e verso Isallo.
La dedica ai santi Cosma e Damiano - patroni dei medici e dei chirurghi - si deve probabilmente a memoria di qualche preesistente ospizio per la cura di viandanti e infermi.